# 浄心寺 (葛飾区)
浄心寺（じょうしんじ）は、東京都葛飾区にある浄土宗の寺院。

## 歴史
1614年（慶長19年）、廓蓮社然誉潮呑によって開山された。両国と南千住の両回向院住職の隠居寺として使用された。
墓地には、二・二六事件で反乱将兵と戦い殉職した清水与四郎巡査の墓がある。清水巡査が斃れて鮮血に染まった芝生は、後に当寺に移植された。1997年（平成9年）、当寺から警視庁にプランター1鉢分の芝生が譲られている

## 交通アクセス
- 亀有駅より徒歩18分（経路案内）。